# میخائیل ژاروف
میخائیل ژاروف (روسی: Михаи́л Ива́нович Жа́ров؛ ۲۷ اکتبر ۱۸۹۹ – ۱۵ دسامبر ۱۹۸۱) یک هنرپیشه اهل روسیه بود. وی بین سال‌های ۱۹۱۵ تا ۱۹۷۸ میلادی فعالیت می‌کرد.
از فیلم‌ها یا برنامه‌های تلویزیونی که وی در آن نقش داشته‌است می‌توان به تب شطرنج و ایوان مخوف اشاره کرد.
وی همچنین برنده جوایزی همچون نشان لنین و جایزه هنرمند مردمی اتحاد جماهیر شوروی شده‌است.